# カムフェン・サヤヴティ
カムフェン・サヤヴティ（Khampheng Sayavutthi、1986年7月19日 - ）は、ラオスの元サッカー選手。元ラオス代表。現役時代のポジションはFW。

## クラブ歴
ヨタFCのユース出身で、2010年にトップチームに昇格した。2011年にはタイ・ディヴィジョン1リーグのコーンケンFCに移籍、2012年までの在籍中に26試合9得点の成績を残した。
その後、アーントーンFCに移籍し、アユタヤFC、ランサン・ユナイテッドFCを経て再びアーントーンFCに移籍した。

## 代表歴
AFCチャレンジカップ2014の初戦となったトルクメニスタン代表戦で彼はオーバーヘッドで得点を決めた。この得点によって優位に立ったラオス代表であったがその後反撃され、5-1で敗北した。